# Matyáš Gryll z Gryllova
Matyáš Gryll z Gryllova (1551 Rakovník – 2. září 1611 Žatec) byl humanistický básník, učitel a žatecký městský písař.

## Život

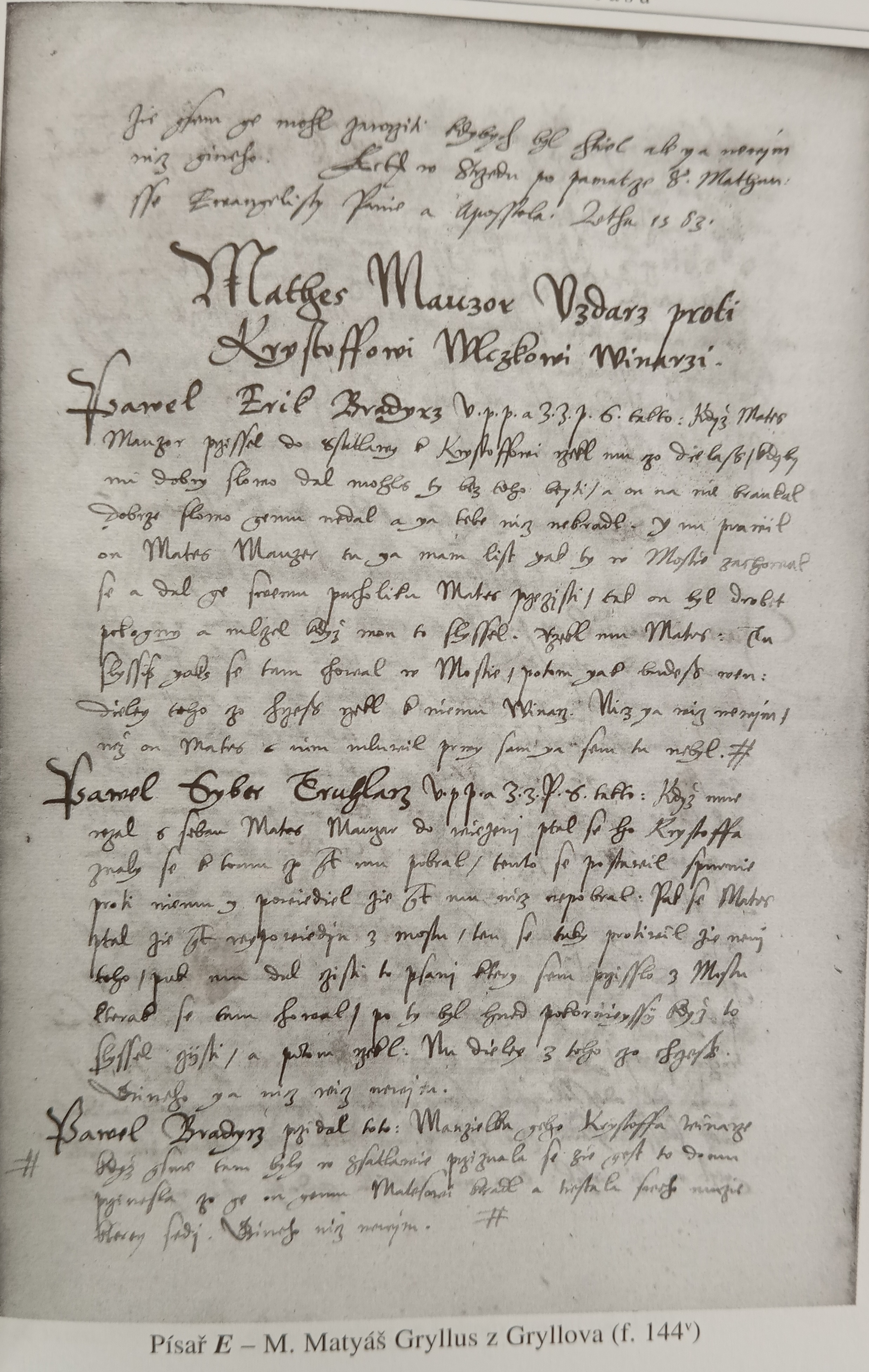
Gryllův rukopis z roku 1583 v žatecké městské soudní knize

Narodil se do rodiny rakovnického purkmistra Jana Grylla z Gryllova, který byl také literárně činný, podobně jako Matyášův mladší bratr Jan. Studoval na pražské univerzitě, kde roku 1570 získal bakalářský a v roce 1576, už jako správce školy v Táboře, i magisterský titul. Vzdělání si v letech 1571–1573 prohluboval také na luteránské univerzitě ve Wittenbergu. Po návratu vystřídal několik pedagogických míst. V roce 1573 se stal rektorem svatohavelské školy v Praze, o rok později působil ve Slaném a v říjnu 1574 se přestěhoval do Loun.. Odešel ale už koncem následujícího roku. Během jeho krátkého působení vydala lounská škola sborník básní svých žáků a profesorů. Z Loun odešel řídit školu do Tábora. Ale i tam zůstal jen rok. Poté, co získal na pražské univerzitě titul magistra, na škole zůstal jako pedagog. Vykládal mj. spisy Aristotelovy a Ciceronovy, ve školním roce 1577/1578 byl proboštem na koleji Karla IV. Roku 1580 opět univerzitu opustil a působil jako hofmistr u Jeronýma Šlika. Při té příležitosti se dostal do Basileje, kde navštěvoval přednášky z teologie. Navštívil i Ženevu. Po návratu do Čech v roce 1581 se stal děkanem na artistické fakultě. Už o rok později, v roce 1582, ale svou akademickou dráhu definitivně ukončil a stal se starším písařem v Žatci.
Zde se oženil a brzy se zařadil do vrstvy žateckého patriciátu. Vzal si Annu, vdovu po univerzitním mistru Jakubu Strabonovi Klatovském, který v září 1582 v Žatci zemřel na mor. Anna byla dcera žateckého primasa z poloviny 16. století Jana Peřiny.
Postupně získal významné postavení i v městské správě. V dubnu 1594 byl jmenován jedním z dvanácti konšelů. V roce 1597 zastupoval Žatec na českém sněmu a byl členem komise pro sjednocení zemského zřízení a městských práv. Vlastnil hospodářský dvůr na předměstí Brandejs, které se rozkládalo kolem dnešního Chmelařského náměstí. Gryll byl příslušníkem Jednoty bratrské, kteří v luteránském Žatci tvořili nepatrnou menšinu.
Napsal několik básní a především spis z roku 1578 s názvem O kometách, kdy a ktereych let se ukazowaly a gaké účinky a proměny w swětě s sebou přinášely, z rozličných hystorij sebráno, o něž se jako o zázračná boží znamení zajímal. Vzhledem k tomu je po něm pojmenována planetka (24662) Gryll.